# Старомайнское городское поселение
Старома́йнское городско́е поселе́ние — муниципальное образование в составе Старомайнского района Ульяновской области. Административный центр — рабочий посёлок Старая Майна. 

## Население
| 2009  | 2010  | 2012  | 2013  | 2014  | 2015  | 2016  |
| ----- | ----- | ----- | ----- | ----- | ----- | ----- |
| 6882  | ↘6521 | ↘6453 | ↘6397 | ↘6338 | ↗6341 | ↘6331 |
| 2017  | 2018  | 2019  | 2020  | 2021  |       |       |
| ↘6290 | ↘6169 | ↘6055 | ↘5981 | ↘5852 |       |       |

## Состав городского поселения
В состав поселения входит 1 населённый пункт — 1 рабочий посёлок.
| № | Населённый пункт | Тип населённого пункта                  | Население |
| - | ---------------- | --------------------------------------- | --------- |
| 1 | Старая Майна     | рабочий посёлок, административный центр | ↘5852     |